# Kornfeld Tibor
Kornfeld Tibor (Mose Cvi) (Dunaszerdahely, 1952. október 21. – 2021. március 1.) a Dunaszerdahelyi Zsidó Hitközség vezetője, a város közéletének szereplője.

## Élete
Nagyapját Kornfeld Ármin Dunaszerdahely alpolgármesterét 1944-ben ölték meg. Édesapja Kornfeld Ferenc a Dunaszerdahelyi Zsidó Hitközség tiszteletbeli elnöke, krónikása. Zsidóként és dunaszerdahelyiként nevelkedett.
Vegyészmérnök végzettséget szerzett. Az 1970-es években, csehországi katonaévei alatt ismerkedett meg feleségével, Janával. Előbb vegyészként dolgozott, majd nyugdíjazásáig (2015) a dunaszerdahelyi idősek otthonának igazgatója volt. 
Aktív részese volt a dunaszerdahelyi zsidó temetőt feldolgozó adatbázis elkészítésének is. Egyik legnagyobb érdeme, hogy a zsidó közösség felavathatta 2014-ben a holokauszt emlékművet a zsidó temetőben.
A Covid-19 járvány következtében hunyt el.

## Művei
- 2007 Kornfeld Ferenc: Az én városom Dunaszerdahely – „Kis Jeruzsálem”
- 2014 Volt egyszer egy zsidó város. Dunaszerdahely (szlovákul és angolul is)